# Gournay (Indre)
Gournay település Franciaországban, Indre megyében. Lakosainak száma 280 fő (2022. január 1.). Gournay Bouesse, Buxières-d’Aillac, Cluis, Maillet, Mouhers és Neuvy-Saint-Sépulchre községekkel határos.

## Népesség
A település népességének változása:
| Lakosok száma | 355  | 299  | 283  | 329  | 323  | 307  | 290  | 287  | 284  | 280  |
|               | 1968 | 1982 | 1999 | 2006 | 2011 | 2015 | 2017 | 2018 | 2020 | 2022 |